# Grodzisk Mazowiecki
Grodzisk Mazowiecki é um município da Polônia, na voivodia da Mazóvia e no condado de Grodzisk Mazowiecki. Estende-se por uma área de 13,19 km², com 30 718 habitantes, segundo os censos de 2017, com uma densidade de 2328,9 hab/km².